# Nitrito de potássio
Nitrito de potássio é o composto de fórmula química KNO2.

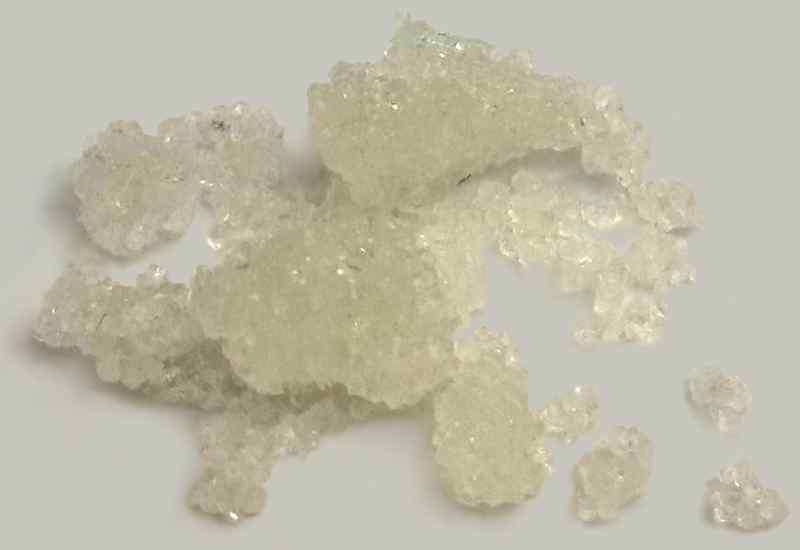
KNO_{2}.